# Вулиця Шевченка (Полтава)
Ву́лиця Шевче́нка — одна із вулиць Полтави, розташована у Шевченківському і Київському районах. Пролягає від проспекту Віталія Грицаєнка до провулка 2-й Веселий південніше вулиці Юліана Матвійчука і паралельно їй. Довжина вулиці — 3,41 км.

## Історичні пам'ятники і забудова
Вулиця названа у 1909 році на честь українського поета і художника Тараса Григоровича Шевченка. До 1908 року мала назву Новополтавська.
Прокладена на початку XIX століття на околиці міста, де розташовувалося кілька козацьких хуторів. На їх місці у 1804 році відкрито благодійні лікувальні заклади. У складі комплексу споруд 1820—1823 років зведено в стилі класицизму будинок лікарні. Головний фасад двоповерхової споруди прикрашає шестиколонний доричний портик, увінчаний трикутним фронтоном. У 1827—1835 роках попечителем богоугодних закладів працював Іван Котляревський. Згодом тут розміщалася земська лікарня, тепер — Полтавська обласна клінічна лікарня імені Скліфосовського.
Головний корпус обласної клінічної лікарні розташований у двоповерховому будинку, побудованому в 1820 році за проєктом Михайла Амвросимова в стилі російського класицизму. В XX столітті довкола старого будинку лікарні виросло ціле медичне містечко — терапевтичний, хірургічний, онкологічний корпуси тощо. В жовтні 1984 року на південному фасаді хірургічного корпусу була відкрита меморіальна дошка з написом: «В лютому 1883 року лікарем Коробкіним М. П. в місті Полтава вперше в Росії здійснена операція на легенях». Біля входу в головний корпус лікарні, стоїть меморіальна дошка в пам'ять про класика української літератури Івана Петровича Котляревського, встановлена у 1963 році на честь 125-річчя з дня смерті драматурга. Перед центральним входом лікарні встановлено пам'ятник Миколі Скліфосовському (встановлений 25 травня 1979 року).
На початку вулиці Шевченка на перетині з проспектом Віталія Грицаєнка — будинок Полтавської пожежної команди (зараз тут музей авіації і космонавтики), пам'ятник захисникам фортеці і коменданту Олексію Келіну. На вулиці Шевченка у заїжджому дворі (гербергу) під час лікування у Полтаві в 1776—1778 роках зупинявся російський полководець Олександр Суворов разом із дружиною В. Прозоровською (№ 39-б, споруди знесено в 1989 році).
Будинок № 13 (тепер районного суду) до революції належав лікарю Олександру Волкенштейну — учаснику російсько-турецької війни 1877—1878 років, народнику. У нього бували Володимир Короленко, Григорій Мясоєдов, Микола Скліфосовський, Іван Бунін та інші. На фасаді будинку середньої школи № 16 з нагоди 50-річчя Збройних Сил СРСР відкрито меморіальну дошку. В цьому приміщенні напередодні Німецько-радянської війни містився призивний пункт військкомату.

## Сусідні вулиці
До вулиці Шевченка примикають вулиці Магдебурзького Права, Міщенка, Стрітенська, Гоголя, Котляревського, Європейська, Новий Базар, В'ячеслава Чорновола, Раїси Кириченко, провулок Тупий, вулиці Дмитра Коряка, Сінна, Крамського, Української Повстанської Армії, Симона Петлюри, Григорія Ващенка, Тролейбусна, Коцюбинського і провулок Косий.

## Галерея

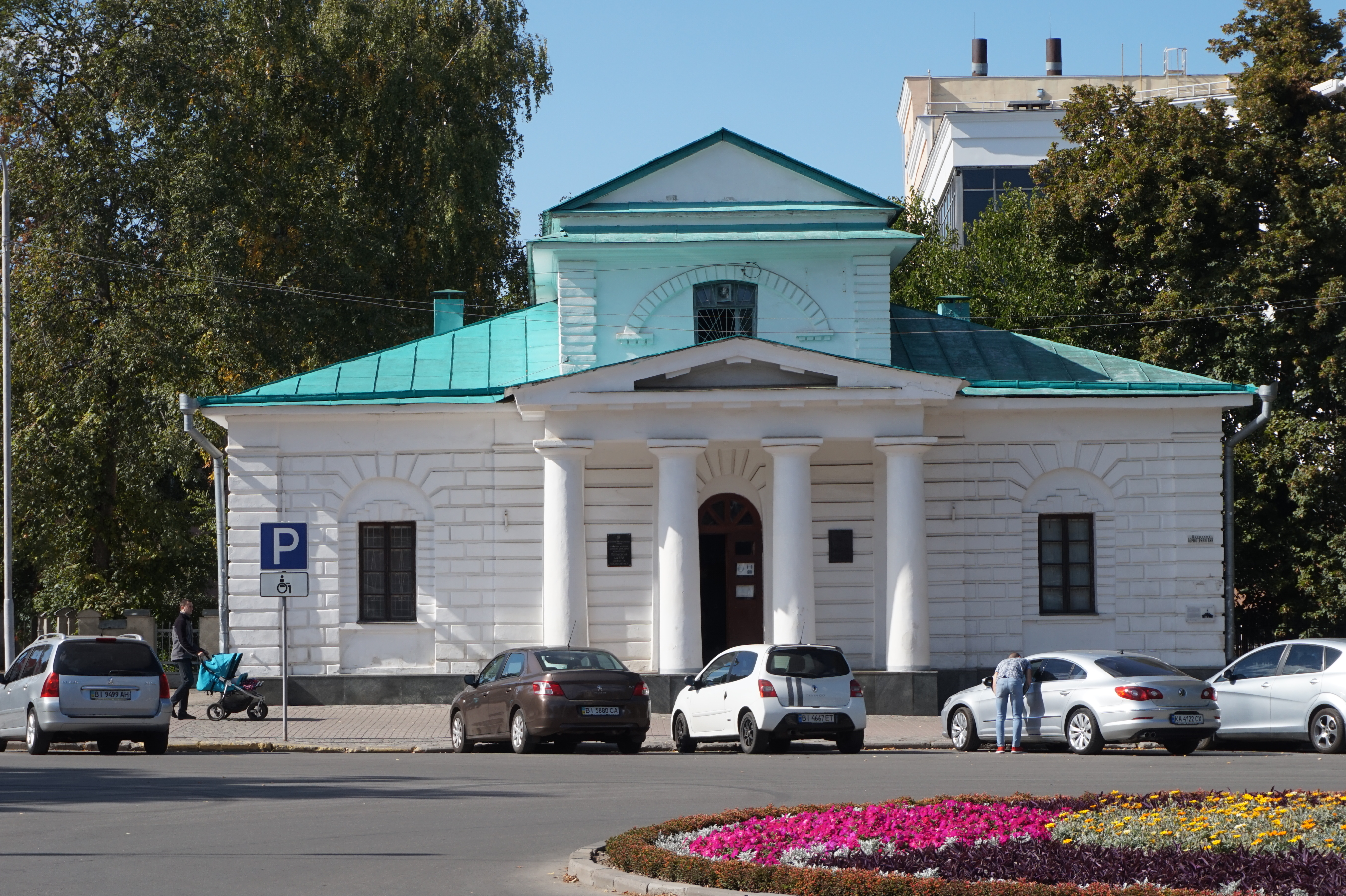
Колишній будинок пожежної команди
Головний корпус обласної лікарні
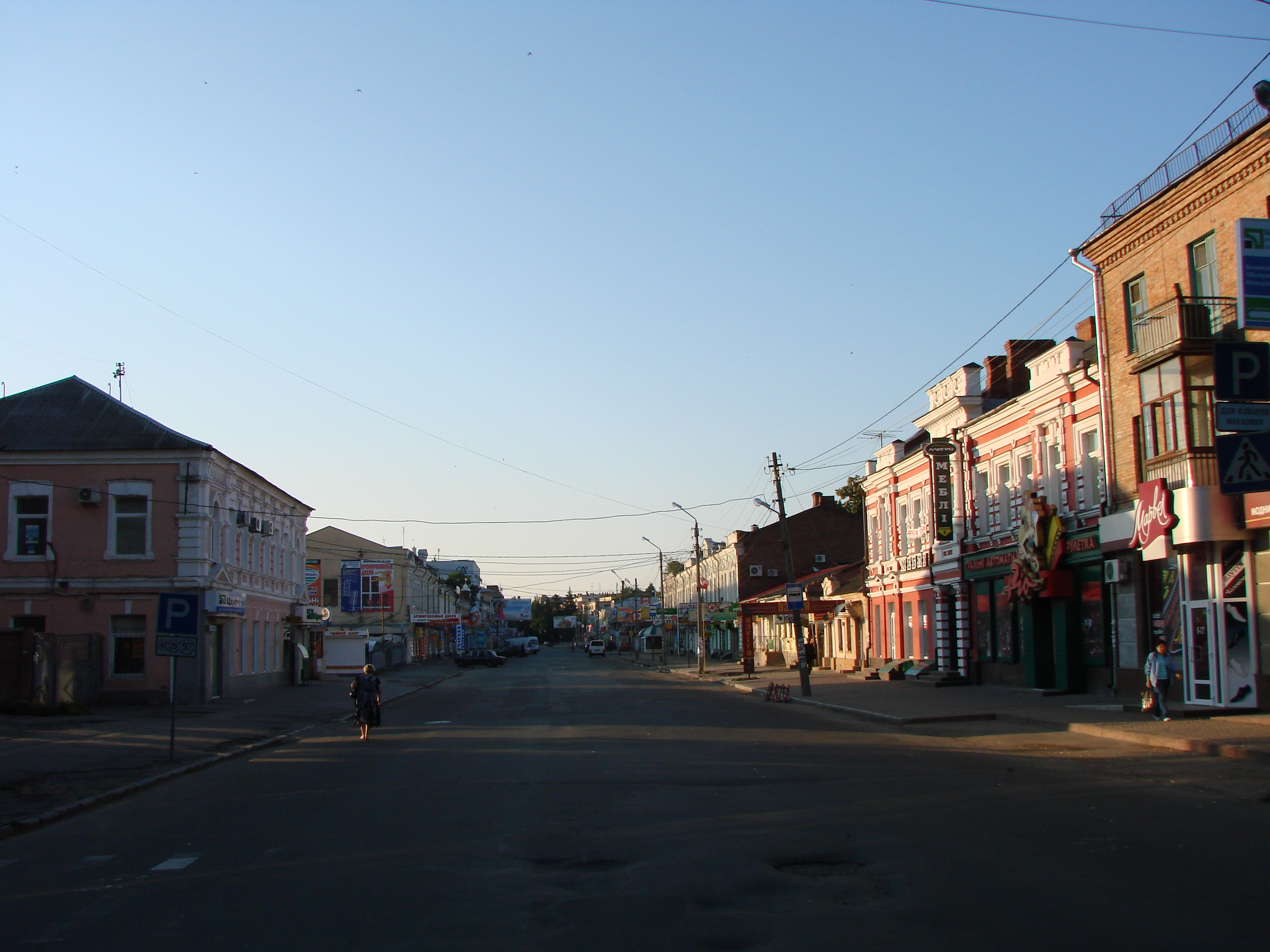
Вулиця в напрямку до Центрального ринку
Пам'ятник коменданту фортеці Олексію Келіну
Пам'ятник Миколі Скліфосовському